# Pseudochirops coronatus
Pseudochirops coronatus е вид бозайник от семейство Pseudocheiridae. Видът е световно застрашен, със статут Уязвим.

## Разпространение
Разпространен е в Индонезия.